# اکسی‌تتراکلرید تنگستن (VI)
اکسی‌تتراکلرید تنگستن(VI) (به انگلیسی: Tungsten(VI) oxytetrachloride) با فرمول شیمیایی WOCl۴ یک ترکیب شیمیایی است. که جرم مولی آن 341.65 g/mol می‌باشد. شکل ظاهری این ترکیب، بلورهای قرمز است.